# جاك فيليبس (لاعب كرة قاعدة)
جاك فيليبس (بالإنجليزية: Jack Phillips)‏ هو لاعب كرة قاعدة أمريكي، ولد في 24 مايو 1919 في سانت لويس في الولايات المتحدة، وتوفي بنفس المكان في 16 يونيو 1958 بسبب صعق كهربائي.

## وصلات خارجية
- جاك فيليبس على موقع دوري كرة القاعدة الرئيسي (الإنجليزية)
- جاك فيليبس على موقعبيزبول رفرنس.كوم (الدوري الرئيسي) (الإنجليزية)
- جاك فيليبس على موقعبيزبول رفرنس.كوم (الدوري الثانوي) (الإنجليزية)